# Fatima Batul Mukhtar
Fatima Batul Mukhtar là một học giả người Nigeria, là giáo sư về thực vật học. Mối quan tâm nghiên cứu của cô tập trung vào "điều tiết tăng trưởng, thống kê sinh học, công nghệ sinh học và bảo tồn thực vật". Năm 2016, bà được Tổng thống Muhammadu Buhari bổ nhiệm làm Phó hiệu trưởng Đại học Liên bang Dutse.

## Tiểu sử
Mukhtar được sinh ra ở Kano vào năm 1963. Cô học tại trường tiểu học Shahuchi và trường tiểu học nội trú Shekara cho giáo dục tiểu học, sau đó chuyển sang trường nữ chính phủ, Dala ở Kano cho trường trung học của cô. Năm 1984, cô lấy bằng Thực vật học từ Đại học Ahmadu Bello. Năm 1994, cô có bằng thạc sĩ tại Đại học Bayero. Cô hoàn thành bằng tiến sĩ năm 2005, chuyên ngành sinh lý thực vật từ cùng một tổ chức. Năm 2012, cô đăng ký khóa học công nghệ sinh học nông nghiệp tại Đại học bang Michigan. Cô là một trong những nhà quản lý học thuật sáng lập tại Đại học Tây Bắc Kano, và là trưởng khoa học đầu tiên của trường. Năm 2015, cô được bổ nhiệm làm phó hiệu trưởng của trường. Năm 2016, cô được bổ nhiệm làm phó hiệu trưởng thực chất của Đại học Liên bang Dutse.